# Земля Королеви Єлизавети
Земля Королеви Єлизавети (англ. Queen Elizabeth Land) - частина Британської антарктичної території, розташована між морем Ведделла і Південним полюсом.

## Історія
Земля Королеви Єлизавети була названа так 18 грудня 2012 року під час візиту королеви Єлизавети II в Міністерство закордонних справ Великої Британії в ознаменування її 60-річного перебування на британському троні.

## Опис

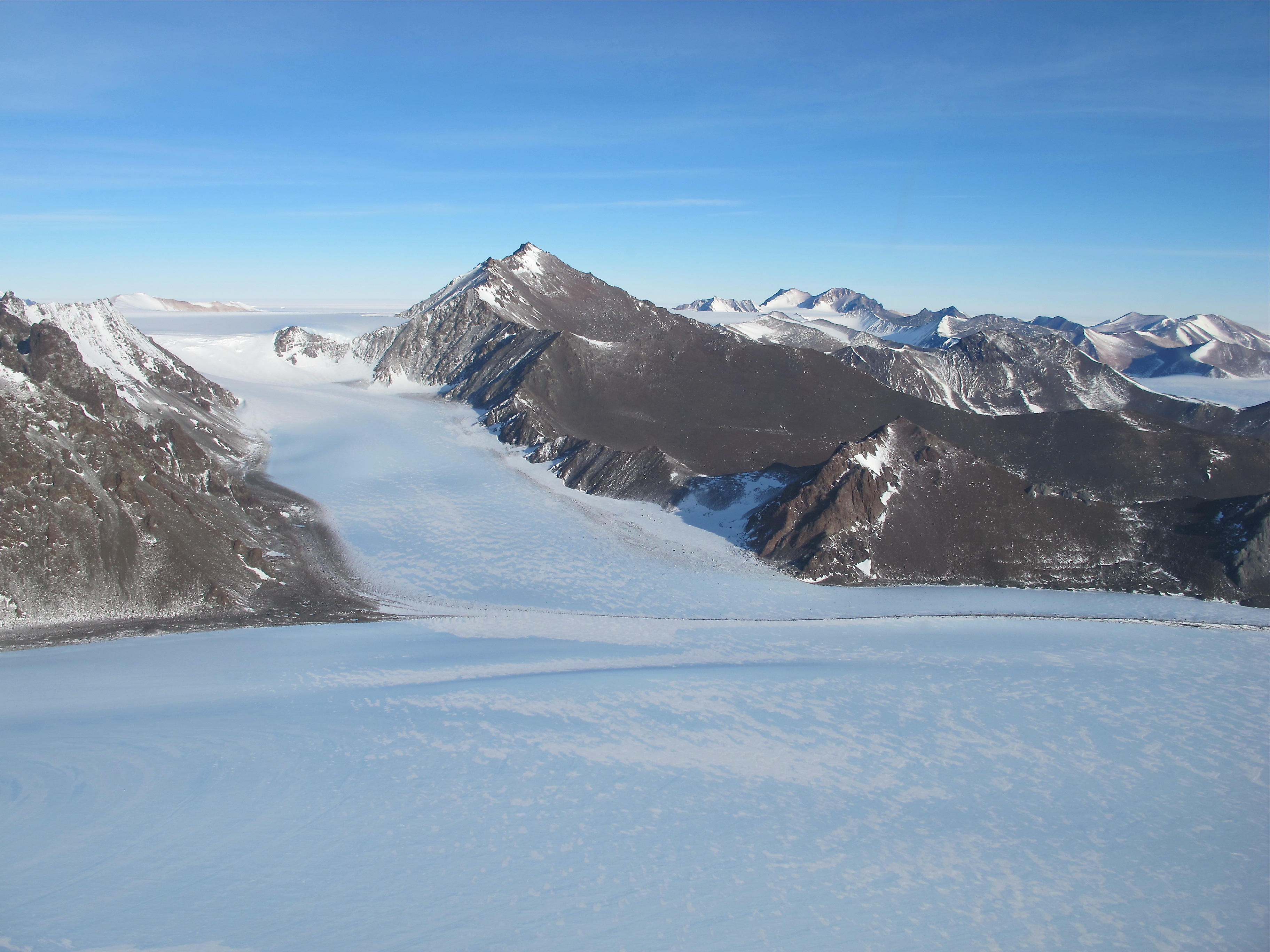
Льодовик, що спускається з гір Пенсакола до шельфового льодовика Фільхнера.

Площа Землі Королеви Єлизавети становить 437 000 км². Вона являє собою трикутний сегмент Антарктики, одна вершина якого розташована на Південному полюсі. На півночі вона межує з шельфових льодовиком Ронне і шельфових льодовиком Фільхнера, на північному сході - з Землею Котса, а на сході - з Землею Королеви Мод. На заході Земля Королеви Єлизавети відмежована від Землі Елсворта лінією, яка зв'язує Південний полюс з льодовим потоком Рутфорда на схід від острова Констеллейшн. Центр Землі Королеви Єлизавети протягом 450 км з північного сходу на південний захід перетинають гори Пенсакола, відкриті в січні 1956 року.

## Реакція Аргентини
Аргентина висловила протест з приводу «провокаційних» домагань Великої Британії на іменування території, частина якої збігається з Аргентинською Антарктикою, на яку претендує Аргентина. Однак, слід зазначити, що ні аргентинські, ні британські територіальні претензії на області Антарктиди не мають загального визнання.

## Див. Також
- Острови Королеви Єлизавети
- Земля Принцеси Єлизавети